# Afroedura wulfhaackei
Afroedura wulfhaackei — вид геконоподібних ящірок родини геконових (Gekkonidae). Ендемік Анголи. Описаний у 2021 році.

## Поширення і екологія
Afroedura wulfhaackei мешкають в провінціях Бенгела, Уїла, Південна Кванза, Біє і Намібе.